# Šostský rajón
Šostský rajón (ukrajinsky Шосткинський район) je rajón v Sumské oblasti na Ukrajině. Hlavním městem je Šostka a rajón má přibližně 188 tisíc obyvatel.

## Města v rajónu
- Družba
- Hluchiv
- Seredyna-Buda
- Šostka